# 倉町遺跡
倉町遺跡（くらまちいせき）は、岩手県平泉町にある平安時代末期の遺跡。「柳之御所・平泉遺跡群」の一つとして、国の史跡に指定されている。

## 概要
倉町遺跡は、毛越寺に隣接する観自在王院跡の南側で、何棟かの高屋が建っていたと記録される場所に位置する。
鎌倉幕府が編纂した歴史書『吾妻鏡』文治5年（1189年）9月17日条には、「高屋事」として「観自在王院南大門南北路、於東西及数十町、造並倉町、亦建数十宇高屋」という記述があり、高くて大きな建物が建つ倉町が存在したとされ、奥州合戦で平泉に進駐した源頼朝は、高屋の中に収められていた金銀財宝に驚いたとされる。
毛越寺付近は南からの玄関口であったため、奥州藤原氏は大路を整備して自らの富と権威を示すために何棟もの高屋を建てたとものと推測される。
2010年に国の史跡「柳之御所・平泉遺跡群」に追加指定された。

## 発掘調査
平成14年と17年の発掘調査において、12世紀代の大型建物跡が発見され、『吾妻鏡』の記載が裏付けられた。
柱穴は深さ・直径ともに1.5mで、平泉最大級のもので、中からは八角形に整形された柱材が見つかった。また周辺からは、当時の高級品である中国産陶磁器の破片が多数出土している。
高屋と観自在王院の間には幅30mの道路があったことが確認されており、街路の幅や主要施設に隣接する立地などから、そこは平泉のメインストリートだったと推測されている。現在の毛越寺街路がその部分にあたるが、現在の道幅は12mであるので、当時の広さが窺える。